# Campeonato da Croácia de Ciclismo em Estrada
Os Campeonatos da Croácia de Ciclismo em Estrada são organizados anualmente para determinar o campeão ciclista da Croácia de cada ano, na modalidade.
O título é outorgado ao vencedor de uma única prova, na modalidade de estrada. O vencedor obtêm o direito de usar a camisola com as cores da bandeira da Croácia até ao campeonato do ano seguinte, unicamente quando disputa provas em linha.

## Palmarés
| Ano  | Ganhador            | Segundo             | Terceiro            |
| ---- | ------------------- | ------------------- | ------------------- |
| 1996 | Martin Cotar        | Zack Fonović        | Robert Pecnjak      |
| 1997 | Srdan Lustica       | Zack Fonović        | Eduard Kiserlovski  |
| 1998 | Vladimir Miholjević | Martin Cotar        | Sime Pocrnja        |
| 1999 | Martin Cotar        | Radoslav Rogina     | Hrvoje Miholjević   |
| 2000 | Vladimir Miholjević | Massimo Demarin     | Hrvoje Miholjević   |
| 2001 | Hrvoje Miholjević   | Radoslav Rogina     | Vladimir Miholjević |
| 2002 | Massimo Demarin     | Martin Cotar        | Radoslav Rogina     |
| 2003 | Radoslav Rogina     | Hrvoje Miholjević   | Massimo Demarin     |
| 2004 | Tomislav Dãočulović | Radoslav Rogina     | Massimo Demarin     |
| 2005 | Matija Kvasina      | Radoslav Rogina     | Hrvoje Miholjević   |
| 2006 | Hrvoje Miholjević   | Massimo Demarin     | David Demanuele     |
| 2007 | Tomislav Dãočulović | Radoslav Rogina     | Matija Kvasina      |
| 2008 | Tomislav Dãočulović | Vladimir Miholjević | Kristijan Đurasek   |
| 2009 | Kristijan Đurasek   | Radoslav Rogina     | Emanuel Kišerlovski |
| 2010 | Radoslav Rogina     | Darko Blažević      | Luka Grubić         |
| 2011 | Kristijan Đurasek   | Tomislav Dãočulović | Matija Kvasina      |
| 2012 | Vladimir Miholjević | Kristijan Đurasek   | Robert Kišerlovski  |
| 2013 | Robert Kišerlovski  | Radoslav Rogina     | Emanuel Kišerlovski |
| 2014 | Radoslav Rogina     | Emanuel Kišerlovski | Matija Kvasina      |
| 2015 | Emanuel Kišerlovski | Josip Rumac         | Matija Kvasina      |
| 2016 | Radoslav Rogina     | Josip Rumac         | Emanuel Kišerlovski |
| 2017 | Josip Rumac         | Bruno Radotić.      | Emanuel Kišerlovski |
| 2018 | Viktor Potočki      | Mateo Bratić        | Lorenzo Marenzi     |
| 2019 | Josip Rumac         | Radoslav Rogina     | Viktor Potočki      |
| 2020 | Josip Rumac         | Viktor Potočki      | Antonio Barać       |

### Ciclismo em estrada esperanças
| Ano  | Ganhador            | Segundo            | Terceiro           |
| ---- | ------------------- | ------------------ | ------------------ |
| 2005 | Emanuel Kišerlovski | Robert Kišerlovski | Romano Vičić       |
| 2006 | Tomislav Dãočulović | Kristijan Đurasek  | Robert Kišerlovski |
| 2007 | Kristijan Đurasek   | Romano Vičić       | Silvano Valčić     |
| 2009 | Kristijan Đurasek   |                    |                    |
| 2011 | Luka Grubić         |                    |                    |
| 2015 | Josip Rumac         | Bruno Maltar       | Mateo Franković    |
| 2016 | Josip Rumac         | Mateo Franković    | -                  |
| 2018 | Viktor Potočki      | Mateo Bratić       | Lorenzo Marenzi    |

## Pódio do campeonato feminino

### Ciclismo em estrada
| Ano  | Vencedor          | Segundo           | Terceiro          |
| ---- | ----------------- | ----------------- | ----------------- |
| 2007 | Viena Balen       | Ivana Ruszkowski  | Leopoldina Beljan |
| 2008 | Viena Balen       | Marina Bodulak    | Ivana Ruszkowski  |
| 2009 | Marina Bodulak    | Mia Radotić       | Jelena Gracin     |
| 2010 | Marina Bodulak    | Mia Radotić       | Wanda Svrakic     |
| 2011 | Mia Radotić       | Maja Marukic      | Jelena Gracin     |
| 2012 | Mia Radotić       | Antonela Ferenčić | Mira Mocan        |
| 2013 | Antonela Ferenčić | Mia Radotić       | Wanda Svrakic     |
| 2014 | Mia Radotić       | Antonela Ferenčić | Wanda Svrakic     |
| 2015 | Mia Radotić       | Antonela Ferenčić | Diana Vrdoljak    |
| 2016 | Mia Radotić       | Antonela Ferenčić | Andrea Husajina   |
| 2017 | Mia Radotić       | Gloria Musa       | Alessandra Musa   |
| 2018 | Mia Radotić       | Alessandra Musa   | Gloria Musa       |
| 2019 | Maja Perinovic    | Mia Radotić       | Maja Bonacic      |
| 2020 | Maja Perinovic    | Mia Radotić       | Natalija Bakula   |
| 2021 | Maja Perinovic    | Mia Radotić       | Maja Marukic      |
| 2022 | Matea Deliu       | Mia Radotić       | Andrea Husajina   |
| 2023 | Majda Horvat      | Andrea Husajina   | Mia Radotić       |
| 2024 | Majda Horvat      | Maja Bonacic      | Andrea Husajina   |